# Unión Española
Club Unión Española S.A.D.P (eller bare Unión Española) er en chilensk fodboldklub fra byen Independencia. Klubben spiller i landets bedste liga, Primera División de Chile, og har hjemmebane på stadionet Estadio Santa Laura-Universidad SEK. Klubben blev grundlagt den 18. maj 1897, og har siden da vundet syv mesterskaber og to pokaltitler.

## Titler
- Chilensk mesterskab (7): 1943, 1951, 1973, 1975, 1977, 2005 Apertura, 2013

- Copa Chile (2): 1992, 1993

## Kendte spillere
| - Guillermo Beraza - José María Buljubasich - Raúl Estévez - Ignacio González - Gerardo Reinoso - Emerson Pereira - Clarence Acuña - Jorge Acuña - Sergio Ahumada - Héctor Aldea - Jorge Aravena - Antonio Arias - Fernando Astengo - Juan Carreño - Juan Castillo - Nicolás Córdova - Gerardo Cortés - Nelson Cossio - Atilio Cremaschi - Alberto Fouilloux - Pablo Galdames - Pedro García - Aníbal González - Pedro González - Ricardo Gónzalez - Julio Gutiérrez - Kevin Harbottle - Manuel Ibarra - José Luis Jerez - Honorino Landa |  | - Braulio Leal - Jaime Lopresti - Juan Machuca - Rodolfo Madrid - Luis Marín - Cristián Montecinos - Manuel Neira - Miguel Ángel Neira - Claudio Núñez - Rafael Olarra - Andrés Oroz - Mario Osbén - Raúl Palacios - Isaías Peralta - Rodrigo Pérez - Nicolás Peric - Dante Poli - Jaime P. Ramírez - Pedro Reyes - Fernando Riera - Rodrigo Ríos - Francisco Rojas - Ricardo Rojas - Mauricio Rojas Toro - Sebastián Rozental - Rodrigo Ruiz - César Santis - José Luis Sierra - Fernando Solís |  | - Jorge Spedaletti - Héctor Tapia - Nelson Tapia - Jorge Toro - Juan Pablo Úbeda - Francisco Ugarte - Francisco Valdés - Rodrigo Valenzuela - Sergio Vargas - Marcelo Vega - Leonardo Véliz - Fernando Vergara - Mathias Vidangossy - Marco Villaseca - Guillermo Yávar - Richard Zambrano - Francisco Nájera - Giovanny Espinoza - Byron Tenorio - Jorge Dely Valdés - Héctor Rial - Fernando Sanz - Caleb Norkus - Gustavo Biscayzacú - Martín Ligüera - Carlos María Morales - Héctor Morán - Ricardo Perdomo - Gerardo Rabajda - Diego Scotti |